# Луи I де Туар
Луи I (фр. Louis Ier de Thouars; 1310/1315 — 7 апреля 1370) — 29-й виконт Туара (с 1333 года), сеньор де Тальмон и де Молеон, а также (по правам жены) граф Дрё (с 1330 года).
Сын Жана I де Туара и Бланш Брабантской. В 1333 году наследовал дяде — Гуго II.
В 1330 году женился на Жанне, графине де Дрё, дочери Жана де Дрё и Перонеллы де Сюлли. Дети:
- Симон де Туар (убит на турнире 12 июля 1365), граф Дрё
- Жан (ум. 1355), сеньор де Ла Шез-ле Виконт и де Мортань
- Перонелла, виконтесса Туара, мужья — Амори IV де Краон, Клеман Руо
- Изабо, мужья — Ги де Нель, Энжельге д’Амбуаз и Гильом д’Аркур
- Маргарита, мужья — Тома де Шемилье и Ги Тюрпен, сеньор де Криссэ.

В июле 1361 года Луи I женился на Изабо д’Авогур, дочери Анри IV д’Авогура и Жанны д’Аркур, вдове Жоффруа VIII де Шатобриана. Детей не было.
Луи I с 1338 года участвовал в Столетней войне на стороне французских королей Филиппа VI и Иоанна Доброго.
По договору в Бретиньи (1360 год) виконтство Туар переходило под сюзеренитет Англии, и в следующем году было занято войском Джона Чандоса. В 1363 году виконтесса Жанна принесла оммаж английскому королю Эдуарду III.
Луи I умер в Тальмоне 7 апреля 1370 года. Его наследницей стала дочь Перонелла, так как оба сына к тому времени уже умерли.